# Effektive Temperatur

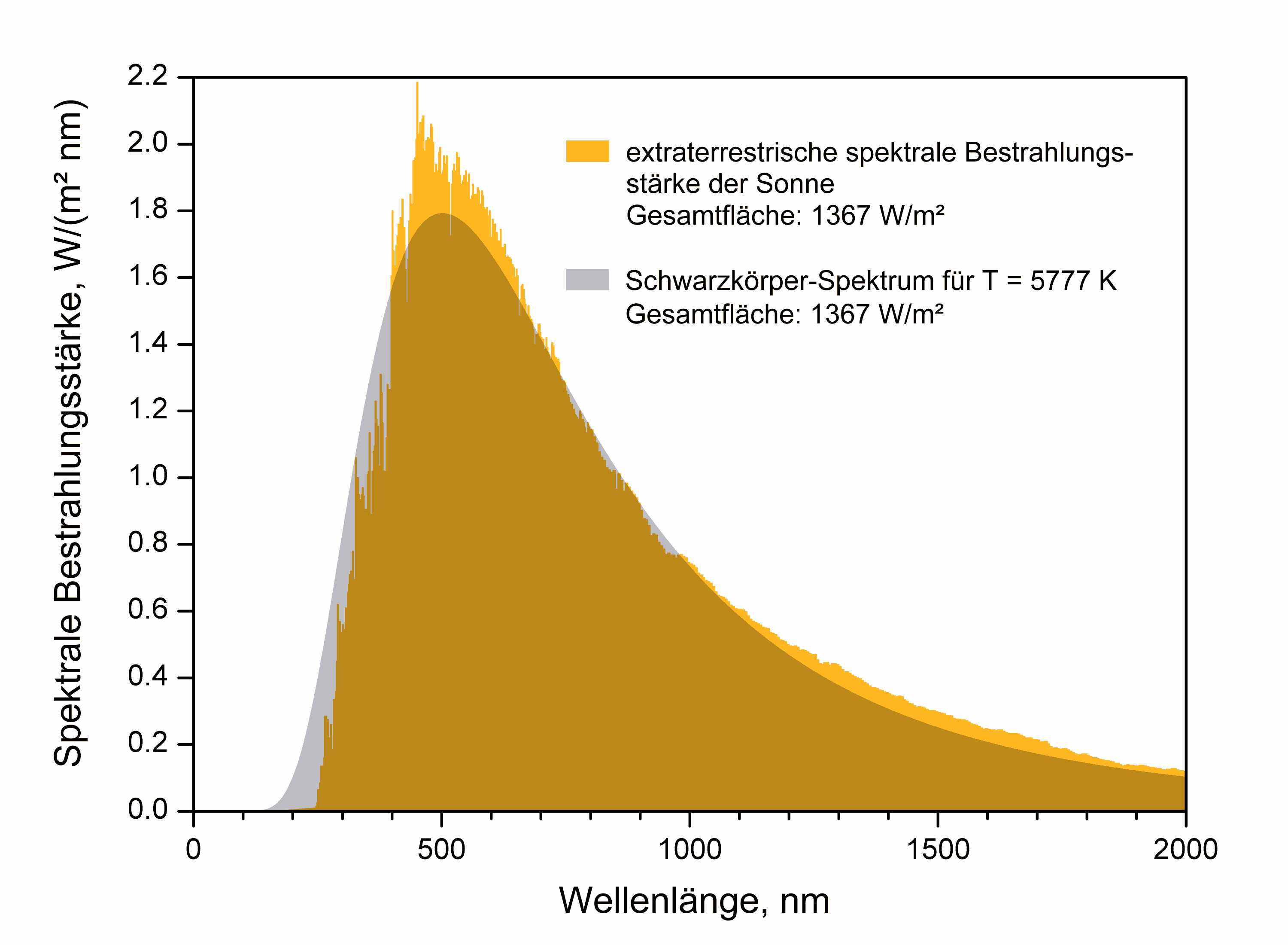
Spektrale Strahlungsdichte der Sonne (effektive Temperatur rund 5780 K) im Vergleich zu der eines Schwarzen Strahlers gleicher Größe

Die effektive Temperatur {\displaystyle T_{\mathrm {eff} }} eines Sterns ist jene Temperatur seiner Oberfläche, die ein Schwarzer Strahler haben müsste, um mit der gleichen Helligkeit pro Fläche {\displaystyle {\mathcal {F}}_{\mathrm {Bol} }} zu strahlen. Die effektive Temperatur eines Objekts weicht von der kinetisch definierten Temperatur umso mehr ab, je weniger das Spektrum des Objekts dem eines Schwarzen Körpers entspricht.
Nach dem Stefan-Boltzmann-Gesetz gilt
{\displaystyle {\mathcal {F}}_{\mathrm {Bol} }=\sigma \cdot T_{\mathrm {eff} }^{4}}
{\displaystyle \Leftrightarrow T_{\mathrm {eff} }={\sqrt[{4}]{\frac {{\mathcal {F}}_{\mathrm {Bol} }}{\sigma }}}}
mit der Stefan-Boltzmann-Konstante
{\displaystyle \sigma =5{,}67\,\cdot \,10^{-8}\,\mathrm {W\,m^{-2}K^{-4}} }
Damit ergibt sich die bolometrische Helligkeit zu
{\displaystyle {\begin{alignedat}{2}L&={\frac {L}{A}}&&\cdot A\\&=\sigma T_{\mathrm {eff} }^{4}&&\cdot 4\pi R^{2}\end{alignedat}}}
mit
- der Sternoberfläche {\displaystyle 4\pi R^{2}}, wobei {\displaystyle R} der Radius des Sterns ist.

Da der stellare Radius nicht eindeutig zu definieren ist, nutzt man zur Berechnung der effektiven Temperatur die
optische Dichte.
Die effektive Temperatur und die bolometrische Helligkeit sind die beiden physikalischen Kenngrößen, mit denen ein Stern in das Hertzsprung-Russell-Diagramm eingeordnet werden kann.